# 7349 Ernestmaes
7349 Ernestmaes este un asteroid din centura principală de asteroizi.

## Descriere
7349 Ernestmaes este un asteroid din centura principală de asteroizi. A fost descoperit pe 18 august 1993 la Caussols de Eric Walter Elst. El prezintă o orbită caracterizată de o semiaxă mare de 2,68 ua, o excentricitate de 0,06 și o înclinație de 2,9° în raport cu ecliptica.